# My Baby Left Me
Singles de Elvis Presley
Heartbreak Hotel Don't Be Cruel / Hound Dog
My Baby Left Me est une chanson d'Arthur Crudup, dont l'interprétation la plus célèbre est celle d'Elvis Presley, éditée par RCA en 1956.

## Histoire
La version originale, enregistrée par Arthur "Big Boy" Crudup le 8 novembre 1950 à Chicago, est un mélange de blues et de musique hillbilly, déjà presque du rock 'n' roll. Crudup, au chant et à la guitare, est accompagné par Ranson Knoling à la contrebasse, et Judge Riley à la batterie. Le disque est édité par Victor en janvier 1951.
Enregistrée le 30 janvier 1956 à New York, la reprise d'Elvis Presley est éditée sur la face B du simple I Want You, I Need You, I Love You le 4 mai 1956. Ce disque est n° 1 des ventes aux États-Unis la semaine du 28 juillet.

## Reprises et adaptations
De nombreux artistes ont repris cette chanson, on peut notamment citer : 
- Pat Boone, sur l'album Pat Boone Sings Guess Who? (1963)
- Scotty Moore, sur The Guitar That Changed the World! (1964)
- Dave Berry, en single (1964), avec Jimmy Page à la guitare
- Vince Taylor, sur l'album Vince...! (1965)
- Creedence Clearwater Revival, sur Cosmo's Factory (1970)
- Dave Edmunds, sur Get It! (1977)
- Dick Rivers, sur Autour du blues...! vol: 2 (2003)

et encore Tiny Grimes, Janis Martin, Dick Dale, Conway Twitty, Waylon Jennings, Shakin' Stevens, etc.
Elle est adaptée en français sous le titre Tu me quittes par Ralph Bernet pour Johnny Hallyday, sur l'album Johnny, reviens ! Les Rocks les plus terribles (1964).